# 북부유령박쥐
북부유령박쥐(Diclidurus albus)는 대꼬리박쥐과에 속하는 박쥐의 일종이다. 남아메리카와 트리니다드토바고 그리고 중앙아메리카에서 발견된다. 비교적 희귀종이며, 완전한 흰색을 띠는 식충성 박쥐로 꼬리 기부에 독특한 주머니 낭을 갖고 있다. 트리니다드에서 발견된 표본은 광견병에 감염된 상태였다.

## 서식지
서식지는 동굴 안과 깊은 바위 틈 그리고 폐광 등에서 발견된다. 유령박쥐들이 둥지에서 큰 집단을 형성하는 것을 좋아하는 데도 불구하고, 북부유령박쥐는 큰 집단을 형성하여 둥지를 이룰 장소의 결핍때문에 그껏해야 작은 집단으로 모여 둥지를 튼다. 한 장소에서 100마리 이상 군집을 이뤄 서식하는 것은 흔하지 않다. 야자수 잎 아래에 한 마리씩 매달려 있는 모습이 발견되기도 한다.